# Nell (film)
Nell – amerykański dramat psychologiczny z 1994 roku w reżyserii Michaela Apteda na podstawie sztuki Idioglossia Marka Handleya.

## Obsada
- Jodie Foster jako Nell
- Liam Neeson jako Jerome Lovell
- Natasha Richardson jako Paula Olsen
- Richard Libertini jako Alexander Paley
- Jeremy Davies jako Billy Fisher
- Nick Searcy jako Todd Peterson
- Robin Mullins jako Mary Peterson
- O'Neal Compton jako Don Fontana

i inni

## Nagrody i nominacje
Oscary za rok 1994
- Najlepsza aktorka - Jodie Foster (nominacja)

Złote Globy 1994
- Najlepszy dramat (nominacja)
- Najlepsza aktorka dramatyczna - Jodie Foster (nominacja)
- Najlepsza muzyka - Mark Isham (nominacja)